# Portret van Dom Miguel de Castro, afgezant van Kongo
Portret van Dom Miguel de Castro, afgezant van Kongo (Deens: Don Miguel de Castro, Kongolesisk gesandt) is een schilderij dat in 1643 gemaakt is, waarschijnlijk door Jasper Becx of zijn broer Jeronimus. Het is de enige beeltenis van een zwarte man uit de Noordelijke Nederlanden in de 17de eeuw waarvan met zekerheid vaststaat wie geportretteerd is. Het schilderij maakt deel uit van de collectie van het Statens Museum for Kunst in Kopenhagen.

## Geschiedenis
Dom Miguel de Castro, een neef van de graaf van Soyo, was als gezant naar de Republiek der Zeven Verenigde Nederlanden gestuurd om de stadhouder om bemiddeling te vragen in een conflict dat de graaf had met koning Garcia II van Kongo. De West-Indische Compagnie had in 1641 Loango-Angola veroverd op de Portugezen en had daarbij sterk vertrouwd op de hulp van de graaf van Soyo.
Dom Miguel de Castro reisde met enkele bedienden via Nederlands-Brazilië naar de Republiek. In Brazilië waren ze ontvangen door gouverneur Johan Maurits van Nassau-Siegen. Op 19 juni 1643 arriveerde Dom Miguel de Castro in Vlissingen, waar hij werd ontvangen door drie bewindvoerders van de Kamer van de WIC van Zeeland, die hem onderdak verschaften in Middelburg. Uiteindelijk werd hij op 2 juli 1643 per jacht naar Den Haag gevaren, waar hij een audiëntie had bij stadhouder Frederik Hendrik.
Tijdens zijn verblijf van twee weken in Middelburg bestelden de bewindvoerders zes schilderijen bij Jasper of Jeronimus Becx. Het ging om twee portretten van Dom Miguel de Castro, een portret van elk van zijn beide bedienden, een schilderij 'in Portugese kleding' en een schilderij ten voeten uit in 'Congolese jurk'. Op het schilderij in Kopenhagen draagt hij de kleding die Johan Maurits hem eerder schonk. Dom Miguel de Castro verzocht om een van zijn portretten mee terug te nemen naar Afrika. De schilderijen werden in mei 1645 betaald.
Nadat Johan Maurits begin 1644 zijn gouverneurschap over Brazilië had neergelegd, bezocht hij in oktober 1644 Middelburg om zijn zaken te regelen met de Zeeuwse kamer. Bij deze gelegenheid kreeg hij het portret van Dom Miguel de Castro en dat van twee van zijn bedienden.
Johan Maurits schonk de drie portretten, samen met 20 Braziliaanse schilderijen van Albert Eckhout, aan Frederik III van Denemarken. De koning stelde ze in zijn Kunstkammer tentoon. Later kwamen ze in de collectie van het Statens Museum for Kunst terecht. Omdat de portretten samen met de Braziliaanse schilderijen van Eckhout waren geschonken, zijn de drie portretten ten onrechte ook aan hem toegeschreven. Er zijn documenten die er sterk op wijzen dat de schilderijen zijn geschilderd tijdens het verblijf van Dom Miguel de Castro in Middelburg. Bovendien suggereert het feit dat de schilderijen zijn geschilderd op eikenhout, dat in die tijd niet gemakkelijk verkrijgbaar was in Brazilië, dat de portretten in Europa zijn geschilderd. Het is nog onduidelijk of Jasper of zijn broer Jeronimus Becx de portretten heeft geschilderd. Beiden werkten en woonden in 1643 in Middelburg.

## Afbeeldingen

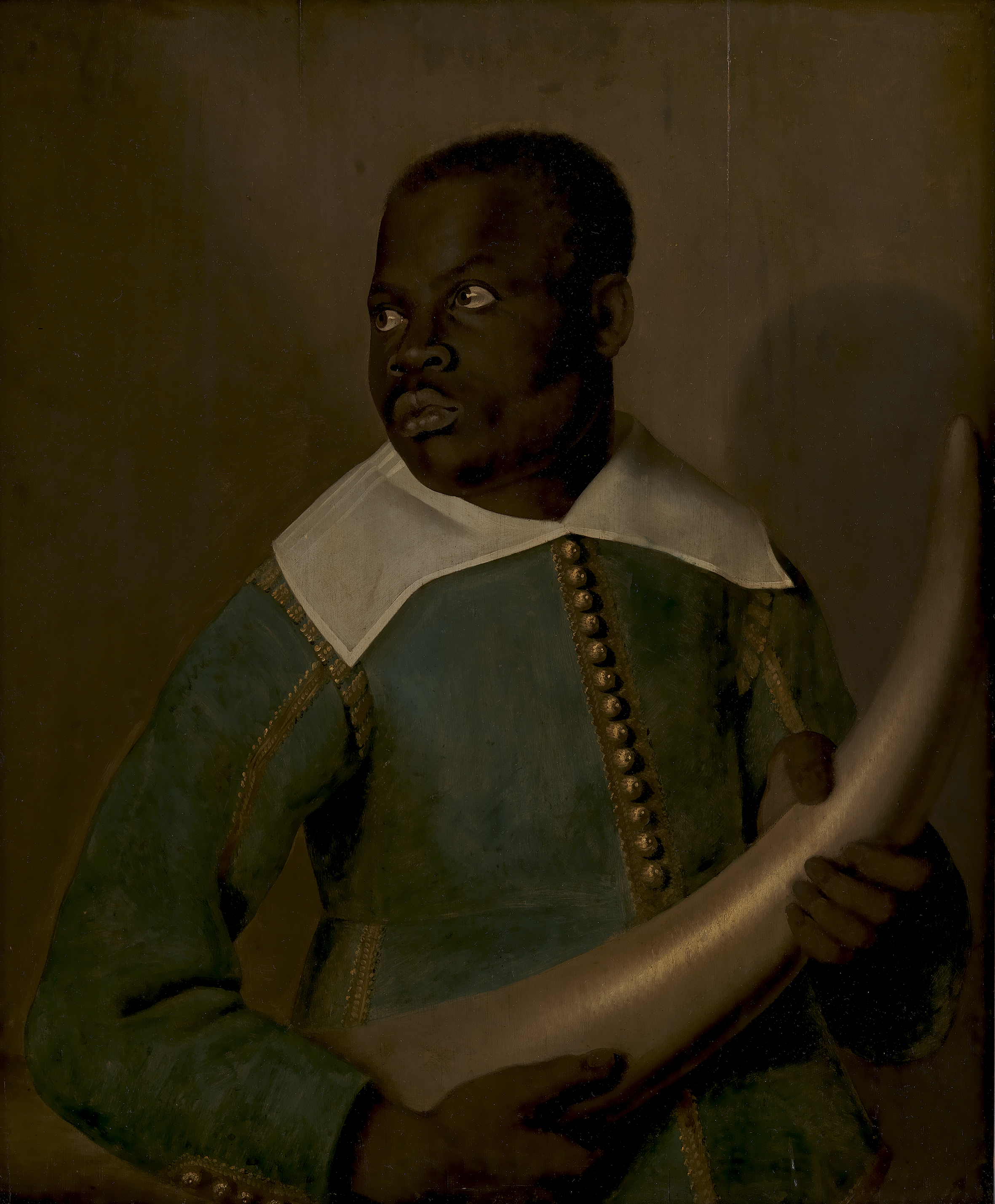
Pedro Sunda, een bediende van Dom Miguel de Castro
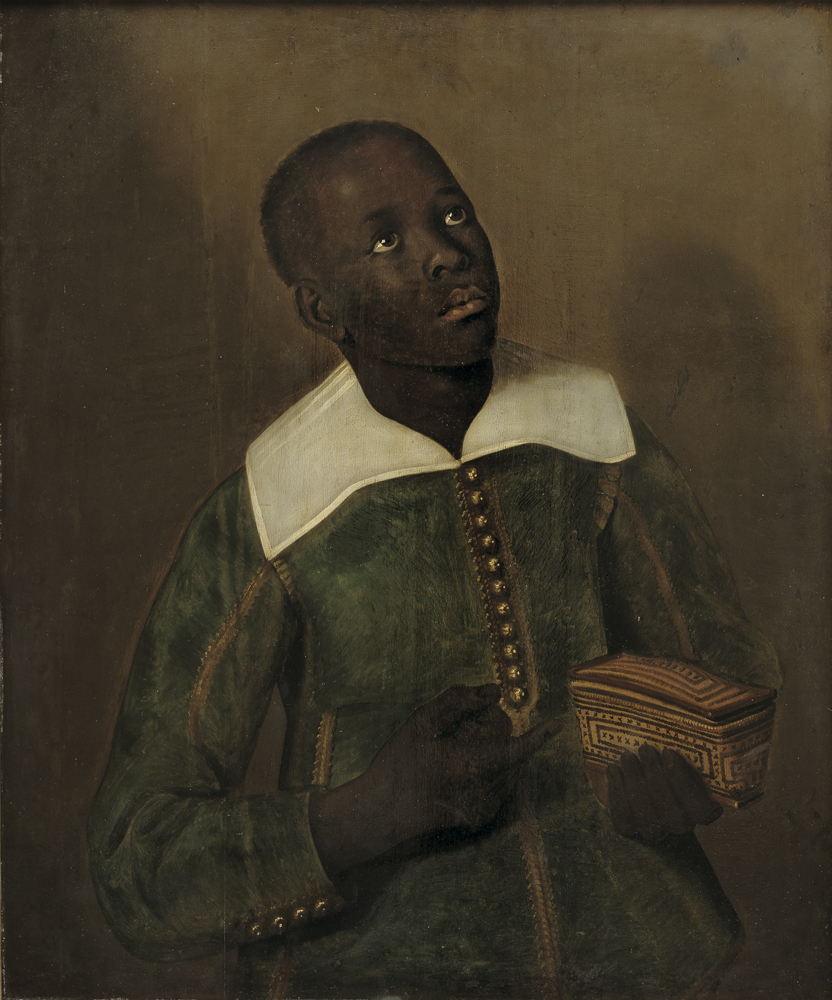
Diogo Bemba, een bediende van Dom Miguel de Castro